# Sayn-Wittgenstein-Hachenburg
Sayn-Wittgenstein-Hachenburg (a vegades abreujat a "Sayn-Hachenburg") fou un comtat del Sacre Imperi Romanogermànic a Renània-Palatinat, prop del riu Sieg.
Quan el comte Guillem III de Sayn-Wittgenstein-Sayn va morir el 1623 sense hereus clars l'arquebisbat de Colònia va ocupar el territori fins que la successió fou arranjada,. Això no es va produir fins a la pau de Westfàlia del 1648 que va posar fi a la Guerra dels Trenta Anys, quan el territori fou cedit a les princeses Ernestina i Joaneta, dues germanes que eren netes del comte Guillem sota regència de la seva mare Lluïsa Juliana. Les dues germanes es van repartir poc després el territori i la part d'Ernestina fou anomenada Sayn-Wittgenstein-Hachenburg, mentre la part de Joaneta es va dir Sayn-Wittgenstein-Sayn-Altenkirchen (o abreujat Sayn-Altenkirchen). La seva mare va restar com a regent als dos països fins al 1652, quan les dues princeses foren declarades majors d'edat en els seus respectius territoris.
Sayn-Wittgenstein-Hachenburg fou heretat a la mort d'Ernestina per la comtessa Magdalena Cristina (1661). El 1715 va passar als burggravis de Kirchberg, després als comtes de Nassau-Weilburg el 1799, i finalmente als comtes Sayn-Wittgenstein-Berleburg el 1803, entitat que fou mediatitzada el 1806. El títol es va transferir després per línia femenina i avui dia el tenen els grans ducs de Luxemburg.

## Comtesses de Sayn-Wittgenstein-Hachenburg (1648 - 1715)
- Ernestina (1648 - 1661)
- Lluïsa Juliana (1648 - 1652), regent
- Magdalena Christina (1661 - 1715)